# Verzeille
Verzeille (okzitanisch: Verzelha) ist eine französische Gemeinde mit 457 Einwohnern (Stand: 1. Januar 2022) im Département Aude. Sie gehört zum Arrondissement Carcassonne und zum Kanton Carcassonne-2. Die Einwohner werden Verzeillais genannt.

## Geographie
Verzeille liegt etwa zehn Kilometer südsüdwestlich des Stadtzentrums von Carcassonne. Durch die Gemeinde fließt der Lauquet. Verzeille wird umgeben von den Nachbargemeinden Leuc im Norden, Ladern-sur-Lauquet im Osten, Saint-Hilaire im Süden, Pomas im Südwesten und Westen sowie Couffoulens im Westen und Nordwesten.

## Bevölkerungsentwicklung
| Jahr                       | 1962 | 1968 | 1975 | 1982 | 1990 | 1999 | 2006 | 2019 |
| Einwohner                  | 312  | 297  | 322  | 341  | 355  | 358  | 415  | 504  |
| Quellen: Cassini und INSEE |      |      |      |      |      |      |      |      |